# Fonogram díj az év hazai elektronikus zenei albumáért
A Fonogram díj az év hazai elektronikus zenei albumáért díjat 1999-ben adták át először, akkor még Az év hazai dance-albuma neven. Az évek során többször is megváltozott a kategória neve.

## A kategória megnevezése
A kategória neve az első átadás után több alkalommal is megváltozott. 2011 és 2013 között csak előadót jelöltek az előző év munkálatai alapján. 2014-től már nem csak albumokat, hanem dalokat, vagyis hangfelvételeket is jelöltek.
- 1999-2004: Az év hazai dance-albuma
- 2005-2008: Az év hazai dance- vagy elektroalbuma
- 2009: Az év hazai dance-pop albuma
- 2010-2013: Az év hazai elektronikus zenei produkciója
- 2014-től: Az év hazai elektronikus zenei albuma vagy hangfelvétele (Hangfelvételek is jelöltek között)

## Díjazottak és jelöltek

### Arany Zsiráf díj
| Év   | Előadó           | Munka                     | Kiadó        | Jelöltek | For. |
| ---- | ---------------- | ------------------------- | ------------ | --- | ---- |
| 1999 | Animal Cannibals | Kés, villa                | Magneoton    | - DJ Sterbinszky - Hits From Club E-Play (Polygram) - Kozmix - Kozmix a házban (BMG) - V-Tech - Vétkezz velem (EMI-Quint) - Zoltán Erika - Best Of ... (Magneoton)                     |      |
| 2000 | T.N.T.           | Bumm, bumm ...            | Warner Music | - Ámokfutók - Ezüst eső (Warner Music) - Emergency House - E.H. 3 (Warner Music) - Kerozin - Kismalac (BMG) - Splash - Hozd el a holnapot! (BMG)                                       |      |
| 2001 | T.N.T.           | Három                     | Magneoton    | - Ágnes Vanilla - Örök nyár (EMI) - Betty Love - Repülj tovább (Sony Music) - Kerozin - Durva didi (BMG Ariola) - Sterbinszky - Discography (EMI)                                      |      |
| 2002 | Sterbinszky      | Gates Of Mind - The Album | EMI          | - Bubble Gum - Aj aj aja (DISCO) (Universal Music) - Desperado - Kívánhatsz bármit (BMG) - Help - Gondolatok (Sony) - Kerozin - Ki a góré? (BMG) - M.É.Z. - LeM.É.Z.lovasok (NarRator) |      |
| 2003 | Groovehouse      | Hajnal                    | Hungaroton   | - Desperado - Gyere és álmodj (BMG) - Betty Love - Ég és Föld között (Sony) - First Session - Rest In Beats (1G) - NOX - Örökség (Universal Music)                                     |      |

### Fonogram díj
| Év   | Előadó             | Munka | Kiadó                   | Jelöltek | For.        |
| ---- | ------------------ | --- | ----------------------- | --- | ----------- |
| 2004 | Anima Sound System | Aquanistan |                         | - Groovehouse - Elmúlt a nyár - Neo - Kontroll - Depeche Mode Tribute - Thank U 2 |             |
| 2005 | Karányi            | Digital Digital | CLS Records             | - Andewboy & Dennis Clark - Első állomás (CLS Records) - Náksi vs. Brunner - Sandwich Mania (EMI) |             |
| 2006 | Yonderboi          | Splendid Isolation | CLS Records             | - Copy Con – Szolnok City (Chameleon) - DJ Newl & Jay Cortez – Just a Noise (CLS Records) - Draft – Átutazó (Magneoton) - Erős vs. Spigiboy – Repeat (Dancemix/ Private Moon) |             |
| 2007 | Neo                | Maps For A Voyage | Magneoton               | - Anima Sound System - We Strike! (CLS Records) - Josh és Jutta - Vár rám az ismeretlen (Private Moon) - Kozmix - Holnapután (Magneoton) - Shane 54 - Laptop DJ (EMI) |             |
| 2008 | Žagar              | Cannot Walk Fly Instead | CLS Music               | - B. Tóth László - Retro Poptarisznya (Private Moon) - Beat Dis - Keep Still! (Chameleon Records) - Josh és Jutta - Szabadon (mTon) - Singas Project - Yolife (Chameleon Records) |             |
| 2009 | Karányi            | Aerodynamics | CLS Music               | - Animal Cannibals - Mindent lehet (Magneoton) - Cozombolis - Fülig ér a száj (Universal Music) - Emilio - Miért búcsúznánk? (Universal Music) - Groovehouse - Hosszú az út (Private Moon/EMI) |             |
| 2010 | Andrewboy          | DirtyDance | CLS Music               | - Compact Disco - Stereoid (CLS Music) - DJ Bootsie - Holiday In The Shade (!K7/Neon Music) - DJ Titusz - CHIP-CHIP CHOKAS - Chip Rock Hungary (1G Records) - Myon & Shane 54 (Laptop DJ) - Stereo Palma (CLS Music) | [ 1 ]       |
| 2011 | Compact Disco      | Nincs jelölt produkció | CLS Music               | - Soerii és Poolek (Twelve Tones) - Stereo Palma (Dancemania Recordings) - Symbien (Gold Record) - The Carbonfools (1G Records) | [ 2 ]       |
| 2012 | Yonderboi          | Nincs jelölt produkció | CLS Music               | - Brains (Megadó) - Compact Disco (CLS Music) - Fábián Juli & Zoohacker (CLS Music) - Stereo Palma (DanceMania Recordings) | [ 3 ]       |
| 2013 | Zoohacker          | Nincs jelölt produkció | CLS Music               | - Chris Lawyer (Groovemate/Dancemix Records) - ColorStar (1G Records) - Stereo Palma feat. Craig David (DanceMania Recording/Oxigen Music) - The Carbonfools (1G Records) | [ 4 ]       |
| 2014 | Žagar              | Light Leaks | CLS Music               | - Brains - Full Range (Megadó Kiadó) - Cloud 9+ - Breathe In, Lights, Supernova (Magneoton) - Lotfi Begi - Remixek (Elephant House) - New Level Empire - The Last One (Elephant House) - We Plants Are Happy Plants - Any Day Now (CLS Music)                                                                                     | [ 5 ]       |
| 2015 | Vekonyz            | The Way I Do | Elephant House          | - Brains - Superheroes (Beats Hotel Records) - Cloud 9+ - I.N.Y.T. / Jump Higher (feat. MC SirReal) / The Way You Are (Magneoton) - Compact Disco - Ms. Right / Te meg én (Magneoton) - Hooligans & Lotfi Begi - Paradicsom (Hear Hungary) - Neo - All the LOVE (neoworld records)                                                | [ 6 ]       |
| 2016 | Brains             | Stand Firm / Balance | Beats Hotel Records     | - ColorStar - Solarize (1G Records) - New Level Empire feat. Szerecsenkirály - Son Of The Sun (Elephant House) - Vekonyz feat. Calidora - In My Mind (Elephant House) - Zagar - My Night Your Day / Sleepwalking (feat. KAMA) (Zagarmusic)                                                                                        | [ 7 ] [ 8 ] |
| 2017 | Belau              | The Odyssey | Szerzői Kiadás          | - Brains - All Eyes On Me (featuring Jumodaddy) / Guiding Star (featuring Szécsi Böbe) (Beats Hotel Records) - DJ Bootsie - Ég (Mamazone) - Halott Pénz featuring Agebeat and Kovary - Élnünk kellett volna (szerzői kiadás) - New Level Empire - Valahol (featuring Deniz) / Szerteszét (Elephant House)                         |             |
| 2018 | Brains             | Életlen / Keep Burning | Beats Hotel Records     | - Babé Sila - August (Mamazone) - Bëlga - Remix Razzia (1G Records) - Jónás Vera Experiment - Remixed (Launching Gagarin Records & Management) - Vad Fruttik - HighTech (O.S. Menedzsment) |             |
| 2019 | Willcox            | Tequila / In My Head / Let It Go (Remixes) / Remember | Gold Record             | - Anna and the Barbies - Karjaidban (Sean Darin Remix) (Supermanagement) - Belau feat. Sophie Lindinger - Breath (Szerzői kiadás) - Brains - Viharban születtünk (Beats Hotel / MMM Records) - Caramel x Nigel Stately - Szabadesés (Gold Record)                                                                                 |             |
| 2020 | Krizso             | Boys In The City, Girls From The Woods | szerzői kiadás          | - Barabás Lőrinc - Algorhythms (szerzői kiadás) - Belau feat. Sophie Barker - Essence (szerzői kiadás) - Jetlag x Nemazalány x JumoDaddy - Hülyeakaroklenni (Schubert Music Publishing) - Zoli Vekony - Moments (feat. James Cash) / Closer To Me (Elephant House)                                                                |             |
| 2021 | Viktoria Metzker   | The Rhythm Of The Night | Elephant House          | - Belau - Colourwave (szerzői kiadás) - Nigel Stately - Nothing To Lose / How We Do (& Moonessa) (Elephant House / Gold Record) - Ohnody - Egy igaz szerelem (Theque Records) - OIEE - Urban Camouflage (GrapefruitMoon Records)                                                                                                  |             |
| 2022 | New Level Empire   | Az első és utolsó (x Curtis) / Újra úton (x Majka) / Látható / Az éjjel soha nem érhet véget (x Soho Party) / Te csak így vagy jó (& Wolf Kati feat. Horváth Boldi) | Magneoton / Gold Record | - Analog Balaton - Lent (szerzői kiadás) - Anima Sound System - Lord Of The Desert / The Big Gipsy Sound Clash Rework Album (szerzői kiadás) - DJ Bootsie - Allegro Identity (Budapest Vinyl) - Nigel Stately & T.O.M - Just Can't Let You Go / Lost In A Lie (x BETTI) (Elephant House)                                          |             |
| 2023 | Caramel x Willcox  | Visszavágyom / Visszavágyom (BHLZCK Remix) | Gold Record             | - Analog Balaton - Csússz le (szerzői kiadás) - Hundred Sins - OPERA (Universal Music/Banana Records) - iamyank - Láttam a jövőt meghalni (Corner Art Records) - Дeva - Csillag (Move Gently Records) |             |
| 2024 |                    | |                         | - mïus - Abstrakt (Théque Records) - New Level Empire - Velem (feat. JANKLOVICS) / Velem (Remixes) / Felhők alatt (x Draft) / Ne is gondolj rám (x Mardoll) (Gold Record) - OHNODY feat. Whoel - Hullám (Théque Records) - Saya Noé - Jupiter (Szerzői kiadás) - Stadiumx, Sam Martin, Azahriah - Heaven (Magneoton/Warner Music) |             |